# Rita (Maulau)
Rita ist eine osttimoresische Aldeia im Suco Maulau (Verwaltungsamt Maubisse, Gemeinde Ainaro). 2015 lebten in der Aldeia 257 Menschen. Rita bildet eine Exklave etwa 2,5 Kilometer südlich des Hauptgebietes des Sucos Maulau, östlich der Stadt Maubisse. Westlich liegt der Suco Maubisse, südöstlich der Suco Edi  und nordöstlich der Suco Fatubessi. In der Aldeia befindet sich der Ort Rita. An der Ostgrenze steht eine Grundschule.